# Бурдени (Телеорман)
Бурдени (рум. Burdeni) насеље је у Румунији у округу Телеорман у општини Балачи. Oпштина се налази на надморској висини од 150 m.

## Становништво
Према подацима из 2002. године у насељу је живело 228 становника, од којих су сви румунске националности.